# Henny Wolff
Henny Wolff (* 3. Februar 1896 in Köln; † 29. Januar 1965 in Hamburg) war eine deutsche Konzertsängerin (Sopran) und Gesangspädagogin.

## Leben

### Ausbildung
Ihr Vater war Karl Wolff, leitender Redakteur und Musikkritiker beim Kölner Tageblatt, ihre Mutter Henriette Wolff-Dwillat war Konzertsängerin und Gesangslehrerin. Henny erhielt ihre Gesangsausbildung von ihrer Mutter und danach, als Zehn- bis Sechzehnjährige, von 1906 bis 1912 am Konservatorium in Köln, wo sie auch Piano studierte, und schließlich ab 1922 bei Julius von Raatz-Brockmann in Berlin.

### Karriere
Ihr erster öffentlicher Auftritt erfolgte 1912 bei einem Gürzenich-Konzert in Köln. Nach dem Ersten Weltkrieg bildete sie bis zu ihrem Weggang nach Berlin 1922 gemeinsam mit der Altistin Kuhl-Dahlmann, dem Tenor Arnold Schilbach und dem Bassbariton Ernst Everts das Rheinische Vocalquartett.
Henny Wolff erwarb sich insbesondere als Interpretin der Oratorien von Johann Sebastian Bach und Georg Friedrich Händel und der Liedkompositionen von Johannes Brahms internationalen Ruf, aber auch zeitgenössische Werke wie z. B. die von Hermann Reutter gehörten zu ihrem Repertoire. Konzertreisen in Deutschland, Italien, Rumänien und Jugoslawien brachten ihr bedeutende Erfolge. Nur gelegentlich erschien sie auch auf der Opernbühne.

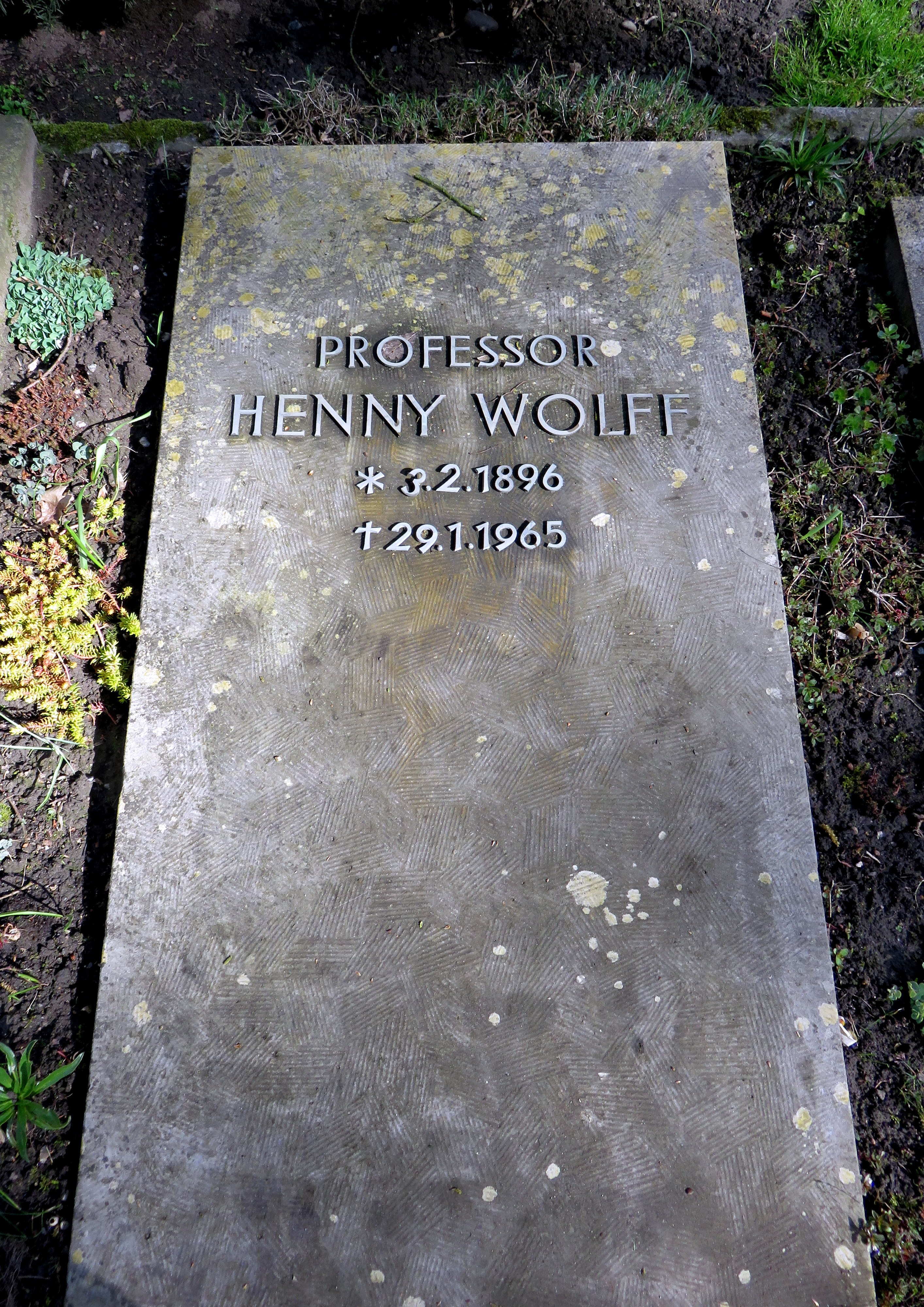
Grabplatte im Garten der Frauen auf dem Friedhof Ohlsdorf

Zeitlebens arbeitete Henny Wolff auch als Gesangspädagogin. Bereits von 1914 bis 1916 lehrte sie, von Hermann Abendroth berufen, an Konservatorium in Köln, und auch in Berlin ab 1922 unterrichtete sie. Wolff stand 1944 in der Gottbegnadeten-Liste des Reichsministeriums für Volksaufklärung und Propaganda.
Nach dem Zweiten Weltkrieg zog sie nach Hamburg, wo sie von 1950 bis 1964 die Klasse für Sologesang an der 1950 gegründeten Staatliche Hochschule für Musik leitete und 1952 Professorin wurde. Bekannte Schülerinnen Henny Wolffs waren Judith Beckmann, Ingeborg Reichelt, Elisabeth Schärtel und Gerti Zeumer.
Henny Wolff starb 1965 in Hamburg und wurde auf dem Hauptfriedhof Ohlsdorf beigesetzt. Nach Ablauf ihrer Grabstätte befindet sich nun ihr Grabstein im Garten der Frauen auf dem Ohlsdorfer Friedhof in Hamburg.

## Ehrungen
- 1943 widmete Ernst-Lothar von Knorr ihr vier Liedkompositionen: Vier Lieder für eine Sopranstimme und Klavier: nach Gedichten von Friedrich Hölderlin, Friedrich Nietzsche, Rainer Maria Rilke, Stefan George; "Für Henny Wolff".[7]
- 1958 wurde Henny Wolff, in Anerkennung ihrer Fähigkeit, Brahms einem breiten Publikum nahe zu bringen, mit der Johannes-Brahms-Medaille ausgezeichnet.[8]
- Im Garten der Frauen in Hamburg-Ohlsdorf erinnert ein Gedenkstein an Henny Wolff.[9]